# ローカスト・バレー駅
ローカスト・バレー駅（英: Locust Valley）とはロングアイランド鉄道 (LIRR) のオイスターベイ支線の駅である。この駅はニューヨーク州ローカスト・バレーのフォレスト・アベニューの南、バーチ・ヒル・ロードとパイピング・ロック・ロードの交差点にある。
この駅ではバスアクセスは利用できない。しかし、現地のタクシーは停車する。

## 歴史
ローカスト・バレー駅は1869年4月19日に開業し、1889年まで同線の終点となった。その駅は1872年11月に改築され、その後1885年に改造され、そして1906年に2番目の駅がprivate locationに移転された時に再度改築された。ミルネック駅が1998年3月16日に閉鎖された時、ローカスト・バレー駅は同線の終端の前にある最後の駅となった。またその駅は東行きの線路上に旧式の木造の待合所を、その他に現在はその区画を割当てられた第二管区 (Second Precinct) の警官のためのナッソー郡警察署のブースとして利用されているLIRRにローカスト信号扱所 (Locust Tower) として知られる信号扱所も含んでいた。

## 外部リンク

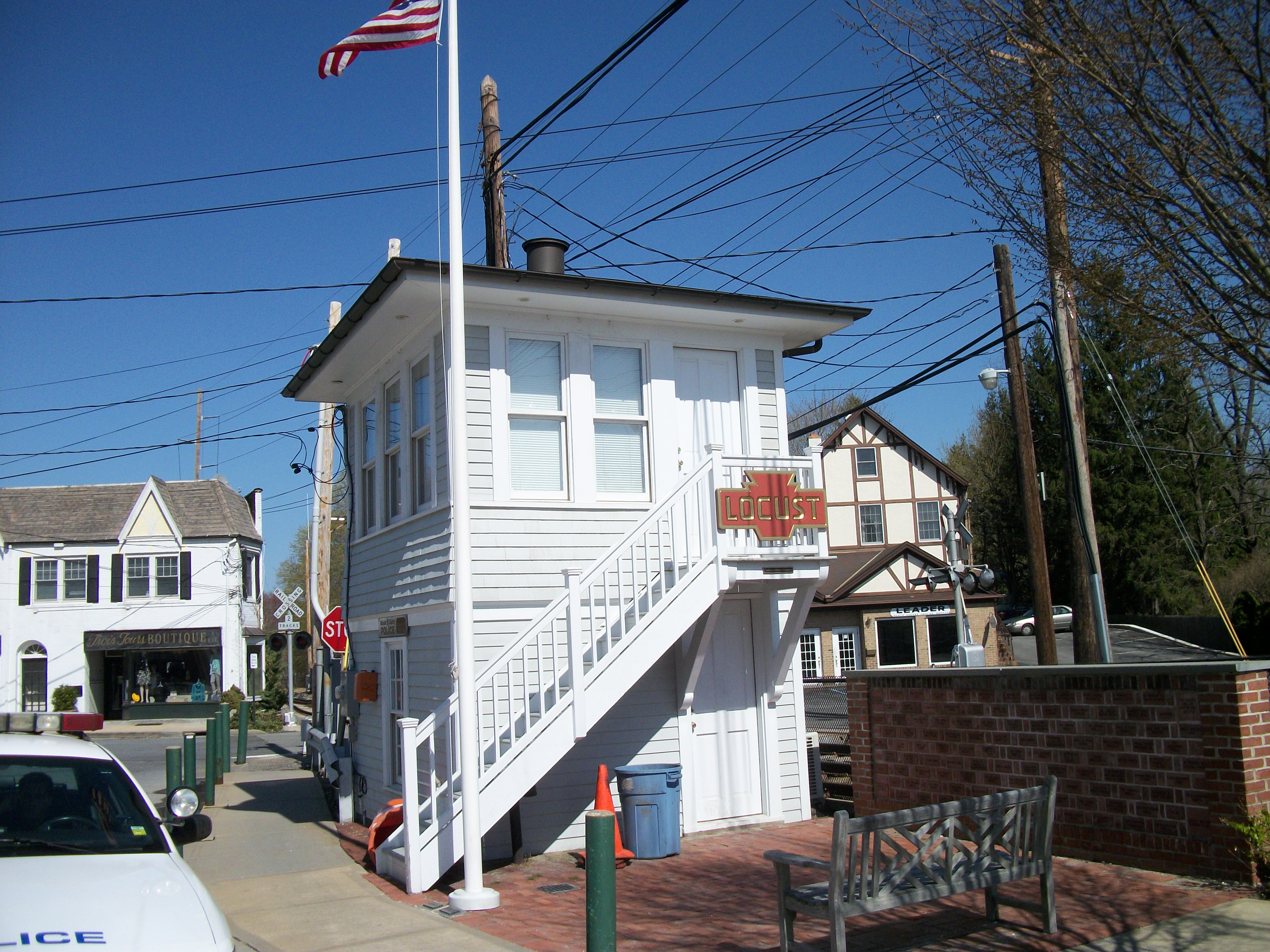
ローカスト・バレー駅にある旧ローカスト信号扱所 (Locust Tower)

## 駅構造
| 1 | ■オイスターベイ支線 | ニューヨーク方面 （グレンコーブ） |
| 2 | ■オイスターベイ支線 | オイスターベイ方面 （終点）       |

この駅は高床の単式ホームを2面有し、どちらも有効長は4両である。1番線に隣接する北側のプラットホームは通常西行きまたはニューヨーク行き列車が使用する。2番線に隣接する北側のプラットホームは通常東行きまたはオイスターベイ行き列車が使用する。オイスターベイ支線はこの場所では2線である。駅のすぐ西にある側線は1970年代後期までナッソー-サフォーク・ランバー (Nassau-Suffolk Lumber) が使用した。オイスターベイ支線はバーチ・ヒル・ロードの数百フィート向う側にあるローカスト信号扱所 (LOCUST interlocking)で単線となる。